# Parti Communautaire National-Européen
Die Parti Communautaire National-Européen (PCN) ist eine belgische Partei.

## Geschichte
Vorläufer der Partei war die 1965 von Jean-François Thiriart gegründete Partei Parti communautaire européen (PCE, „Partei der Europäischen Gemeinschaft“), die wiederum aus der im September 1962 entstandenen Bewegung Jeune Europe („Junges Europa“) hervorgegangen war. Programmatisch befürwortete die PCE eine Annäherung an einige nationalistische arabische Regime wie die im Irak unter der Baath-Partei und in Algerien unter der FLN, sowie an orthodoxe kommunistische Staaten wie die Volksrepublik China unter Mao Zedong und Rumänien unter Nicolae Ceaușescu und palästinensische Organisationen wie die Fatah. Ideologisch vertrat die PCE einen europäischen „National-Kommunitarismus“ (national-communautarisme), der eine Allianz zwischen Europa, Asien, Afrika und Lateinamerika gegen die Vereinigten Staaten und Israel anstrebte. Dabei wurden ideologische Anleihen aus historischen nationalistischen Bewegungen, wie dem Faschismus, dem Nationalsozialismus und dem Stalinismus gemacht. Die PCE löste sich 1969 wieder auf.
1984 gründete Luc Michel, ein Anhänger von Thiriart und Mitglied der Neonazi-Partei FANE, die Parti Communautaire National-Européen (PCN).
Luc Michel, der Gründer der Partei, starb am 1. April 2025 nach langer Krankheit und einem mehrmonatigen Krankenhausaufenthalt.

## Ideologie
Obwohl die Partei in der extremen Rechten verortet wird, strebt sie die Auflösung der einzelnen Nationalstaaten an, die durch einen europäischen Superstaat ersetzt werden sollen. Der europäische Staat soll die einzelnen Völker vor vermeintlichen „Invasoren“, wie dem Islam, dem Kommunismus oder den USA, schützen.
Die Partei folgt einem eklektischen Programm aus linken und rechten Ideen, wie einem multi-ethnischen Nationalismus und Elementen des Maoismus. Als ideologischer Vordenker gilt der Neofaschist Jean-François Thiriart.
Außenpolitisch unterstützt bzw. unterstützte die Partei die baathistischen Präsidenten Saddam Hussein, Muammar al-Gaddafi und Baschar al-Assad.

## Wahlergebnisse

### Belgische Parlamentswahlen
| Jahr | Abgeordneten kammer | Abgeordneten kammer | Senat   | Senat  | Anmerkungen                    |
| Jahr | Stimmen             | %                   | Stimmen | %      | Anmerkungen                    |
| ---- | ------------------- | ------------------- | ------- | ------ | ------------------------------ |
| 1985 | 1.763               | 0,03 %              | 1.312   | 0,02 % |                                |
| 1987 | 5.053               | 0,08 %              | 5.614   | 0,09 % | Abgeordnetenkammer als PFN–PCN |
| 1991 | 1.870               | 0,03 %              | 2.777   | 0,05 % | als PFN–PCN                    |
| 1995 | 2.554               | 0,04 %              | 10.058  | 0,17 % |                                |
| 1999 | 399                 | 0,01 %              | 3.110   | 0,05 % |                                |

### Wallonische Parlamentswahlen
| Jahr | Stimmen | %      | Anmerkungen |
| ---- | ------- | ------ | ----------- |
| 1995 | 1.820   | 0,10 % |             |
| 1999 | 403     | 0,02 % |             |

### Wahlen der Region Brüssel-Hauptstadt
| Jahr | Stimmen | %      | Anmerkungen |
| ---- | ------- | ------ | ----------- |
| 1995 | 254     | 0,06 % |             |

### Europawahlen
| Jahr | Stimmen | %      | Anmerkungen |
| ---- | ------- | ------ | ----------- |
| 1999 | 2.720   | 0,04 % |             |